# Békási-víztározó
Az 1950-es években épült Békási-víztároló vagy Békás-tó víztározó (románul Lacul Bicaz vagy másik nevén Lacul Izvorul Munteului) Románia legnagyobb víztározója.
A tó az 1904 m magas Csalhó tövében található Békás közelében. A Kis-Beszterce (Bistricioara) földuzzasztott vize óriási tavat alkot. A tó tengerszint fölötti magassága kb. 500 m, mélysége eléri a 90 métert. Felszínének területe kb. 440 négyzetkilométer, hossza 36 km. A gáttal elzárt völgyet 1960 nyarán töltötték fel vízzel, előbb azonban több falut a folyó partjáról el kellett  költöztetni magasabb helyre.
A gát 430 m hosszú és 127 m magas, a vízierőmű teljesítménye 210 MW.

## Képek

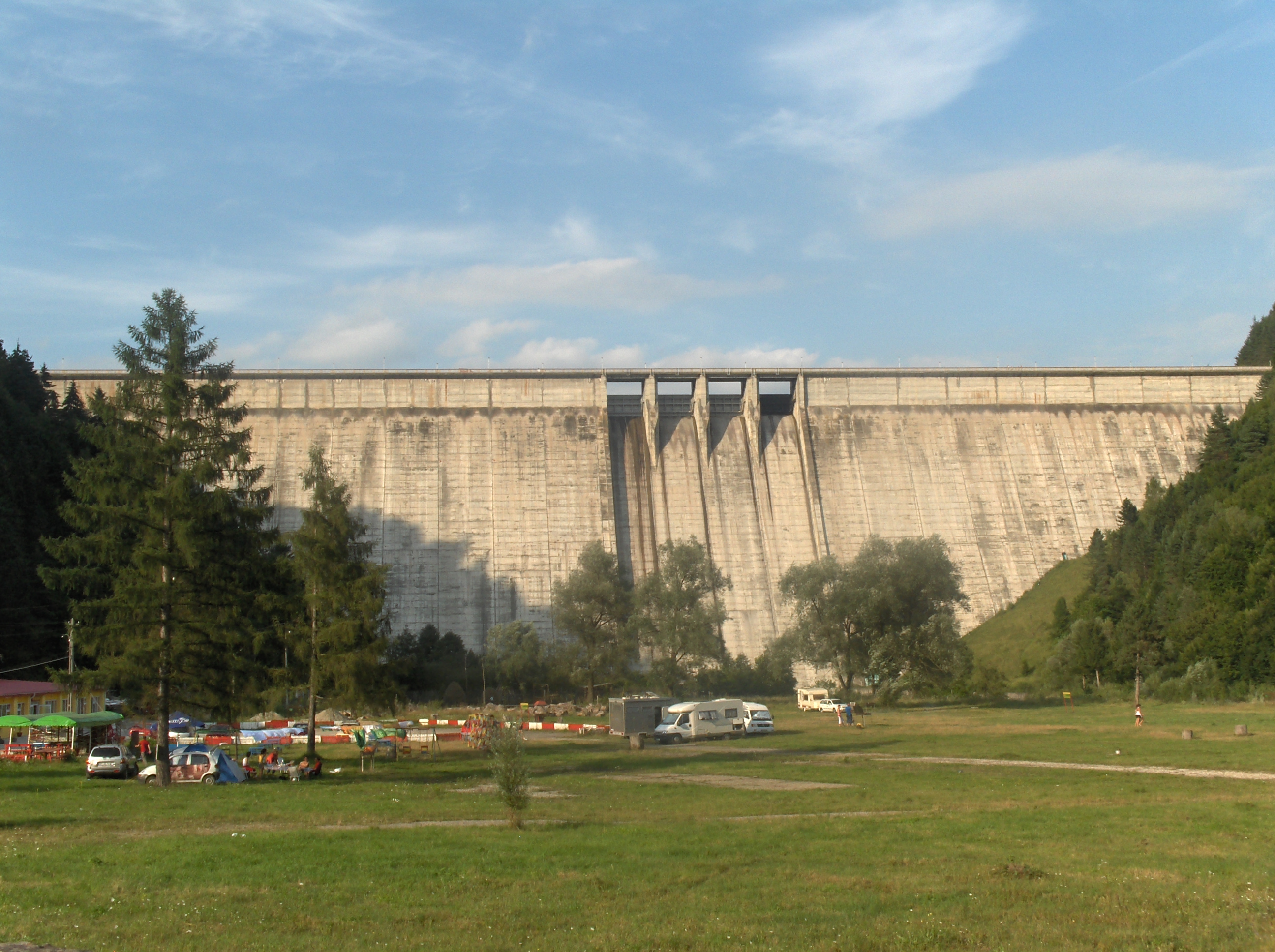
A gát
A Békási-víztározó 3D animációs képe
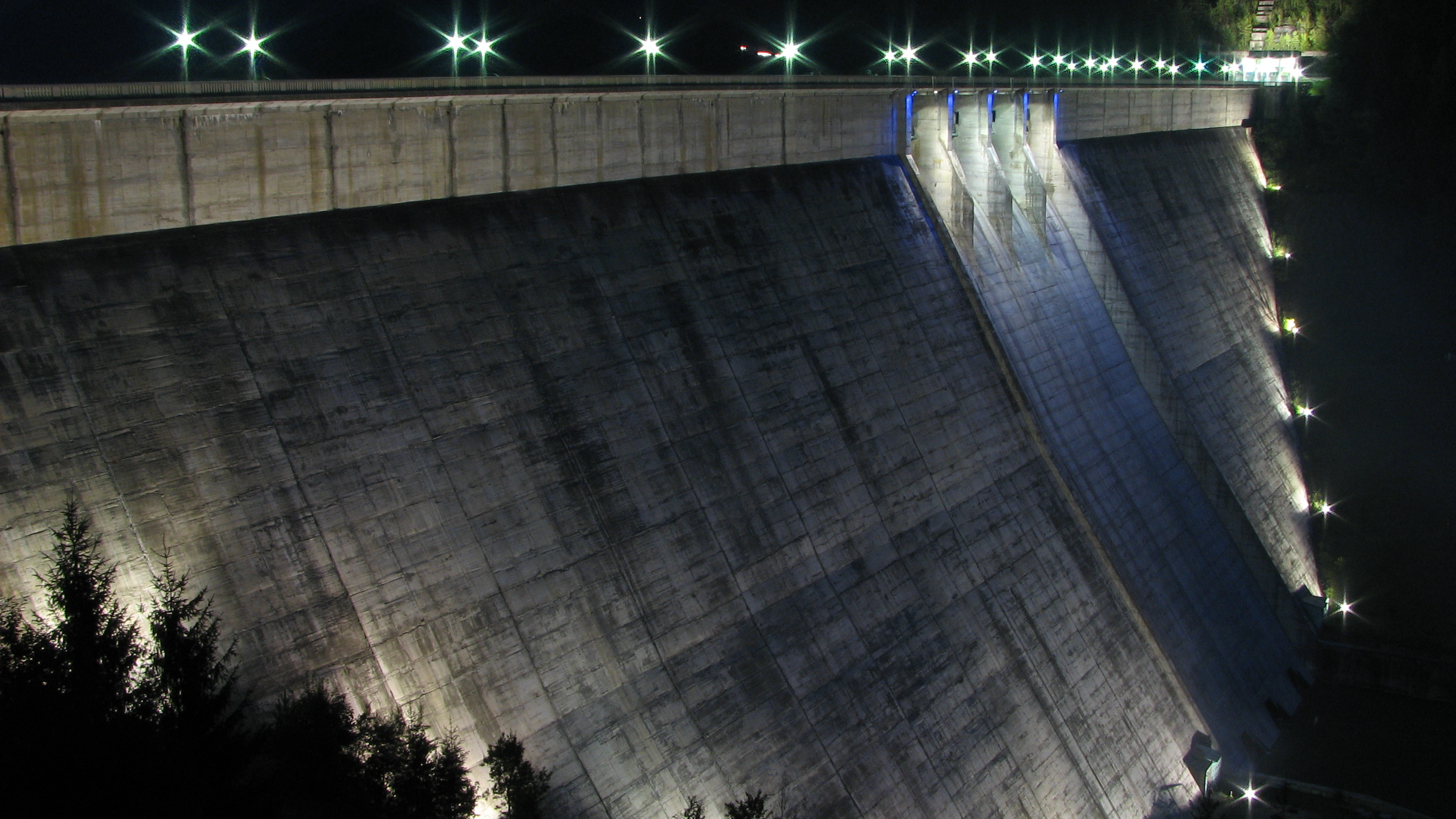
Az erőmű gátja
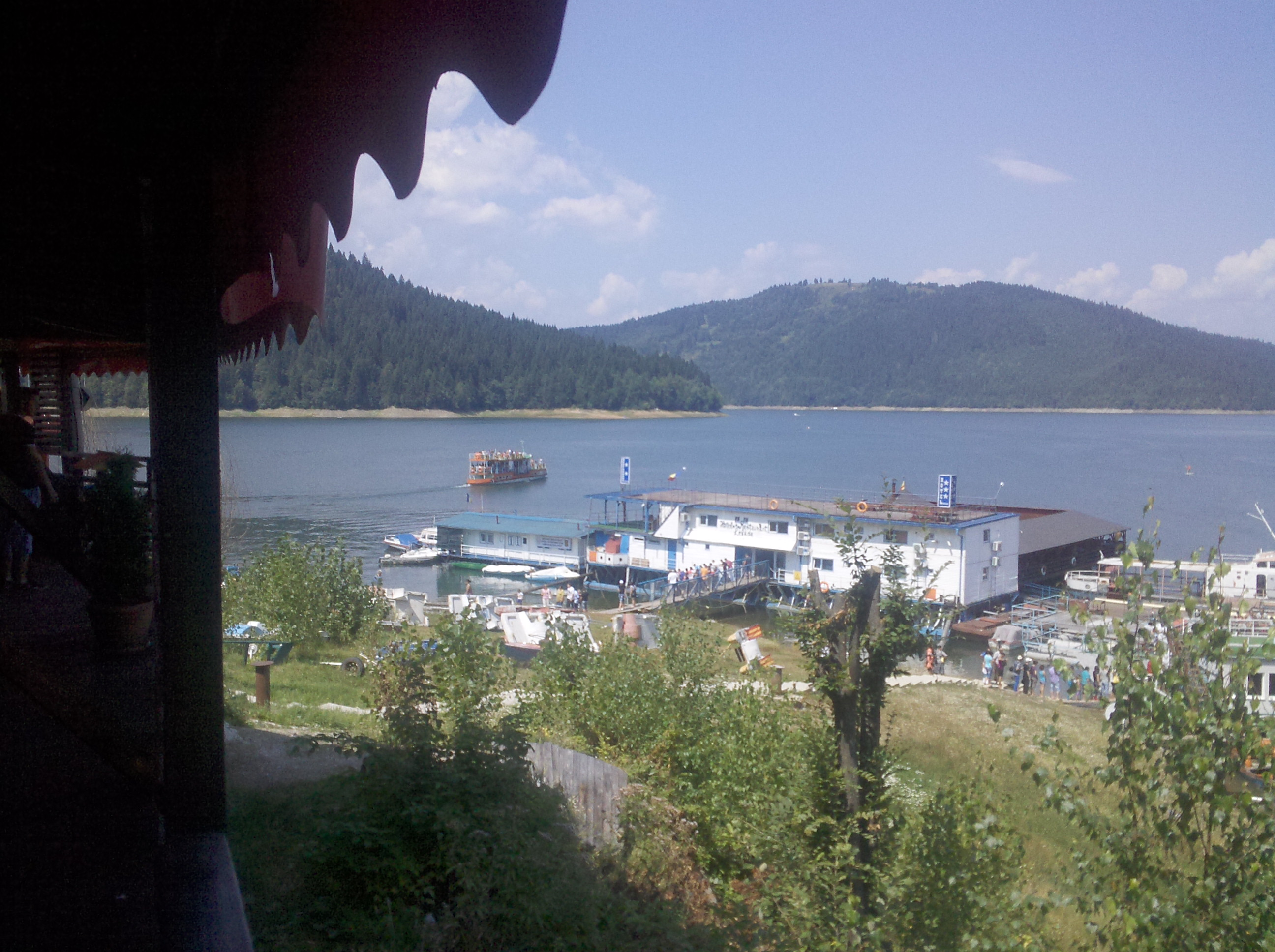
Kikötő
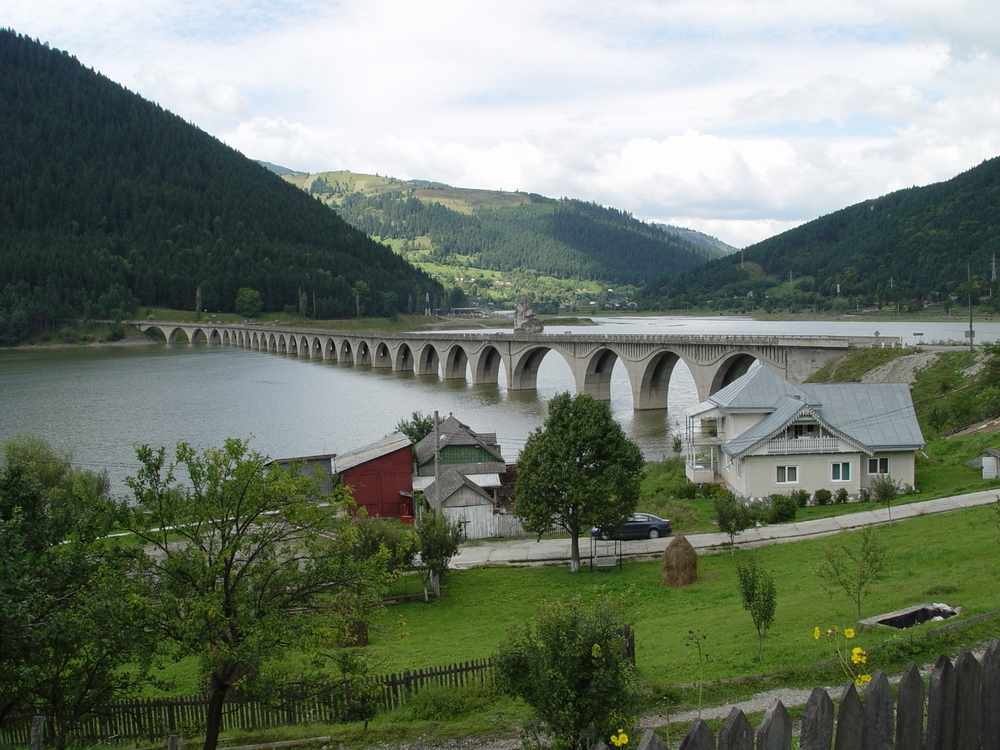
Híd